# Curling-Weltmeisterschaft der Damen 1988
Die Curling-Weltmeisterschaft der Damen 1988 (offiziell: World Women’s Curling Championship 1988) war die 10. Austragung der Welttitelkämpfe im Curling der Damen. Das Turnier wurde vom 4. bis 10. April des Jahres in Glasgow, der größten schottischen Stadt, ausgetragen. Der Spielort war das Summit Centre.
Nach zwei verlorenen Endspielen konnte die Bundesrepublik Deutschland den Spieß umdrehen und die Vorjahressiegerinnen aus Kanada im Finale mit 9:3 bezwingen. Aus dem skandinavischen Duell um die Bronzemedaille gingen die Schwedinnen klar gegen Norwegen (14:2) als Siegerinnen hervor.
Gespielt wurde ein Rundenturnier (Round Robin), was bedeutet, dass Jeder gegen jeden antritt. 

## Teilnehmende Nationen
| BR Deutschland | Dänemark | Finnland | Frankreich | Kanada |
| --- | --- | --- | --- | --- |
| SC Riessersee, Garmisch-Partenkirchen Skip: Andrea Schöpp Third: Almut Hege-Schöll Second: Monika Wagner Lead: Suzanne Fink | Hvidovre CC, Hvidovre Fourth: Helena Blach Third: Malene Krause Skip: Lone Kristoffersen Lead: Lene x. Nielsen         | Hyvinkää CC, Hyvinkää Skip: Anne Eerikäinen Third: Mari Lundén Second: Tytti Haapasaari Lead: Terhi Liukkonen  | Megève CC, Megève Fourth: Annick Mercier Skip: Agnes Mercier Second: Andrée Dupont-Roc Lead: Catherine Lefebvre | Thunder Bay CC, Thunder Bay Skip: Heather Houston Third: Lorraine Lang Second: Diane Adams Lead: Tracy Kennedy |
| Norwegen | Schottland | Schweden | Schweiz | Vereinigte Staaten                                                                                             |
| Snarøen CC, Oslo Skip: Anne Jøtun Bakke Third: Hilde Jøtun Second: Ingvill Githmark Lead: Billie Sørum                      | Lanarkshire Ice Rink, Hamilton Skip: Christine Allison Third: Margaret Scott Second: Kimmie Brown Lead: Sheena Drummie | Härnösands CK, Härnösand Skip: Anette Norberg Third: Anna Rindeskog Second: Sofie Marmont Lead: Louise Marmont | Wetzikon CC, Wetzikon Skip: Erika Müller Third: Brigitte Kienast Second: Susanne Luchsinger Lead: Regula Rüegg  | Granite CC, Seattle Skip: Nancy Langley Third: Nancy Pearson Second: Leslie Frosch Lead: Mary Hobson           |

## Tabelle der Round Robin
| Schlüssel | Schlüssel                       |
| --------- | ------------------------------- |
|           | Qualifiziert für das Halbfinale |

| Platz | Team               | Spiele | Siege | Ndlg. |
| ----- | ------------------ | ------ | ----- | ----- |
| 1.    | BR Deutschland     | 9      | 7     | 2     |
| 2.    | Kanada             | 9      | 6     | 3     |
| 3.    | Schweden           | 9      | 6     | 3     |
| 4.    | Norwegen           | 9      | 6     | 3     |
| 5.    | Dänemark           | 9      | 5     | 4     |
| 6.    | Schweiz            | 9      | 5     | 4     |
| 7.    | Vereinigte Staaten | 9      | 4     | 5     |
| 8.    | Frankreich         | 9      | 3     | 6     |
| 9.    | Schottland         | 9      | 3     | 6     |
| 10.   | Finnland           | 9      | 0     | 9     |

## Ergebnisse der Round Robin

### Runde 1
| Begegnung          | Resultat |
| ------------------ | -------- |
| Dänemark – Schweiz | 9:1      |

| Begegnung                       | Resultat |
| ------------------------------- | -------- |
| Vereinigte Staaten – Frankreich | 7:3      |

| Begegnung           | Resultat |
| ------------------- | -------- |
| Schottland – Kanada | 6:5      |

| Begegnung                 | Resultat |
| ------------------------- | -------- |
| BR Deutschland – Finnland | 9:7      |

| Begegnung           | Resultat |
| ------------------- | -------- |
| Schweden – Norwegen | 6:4      |

### Runde 2
| Begegnung           | Resultat |
| ------------------- | -------- |
| Dänemark – Finnland | 9:3      |

| Begegnung        | Resultat |
| ---------------- | -------- |
| Kanada – Schweiz | 11:0     |

| Begegnung                     | Resultat |
| ----------------------------- | -------- |
| Norwegen – Vereinigte Staaten | 9:5      |

| Begegnung             | Resultat |
| --------------------- | -------- |
| Schweden – Schottland | 10:8     |

| Begegnung                   | Resultat |
| --------------------------- | -------- |
| BR Deutschland – Frankreich | 6:5      |

### Runde 3
| Begegnung            | Resultat |
| -------------------- | -------- |
| Schweiz – Frankreich | 12:7     |

| Begegnung                     | Resultat |
| ----------------------------- | -------- |
| Schweden – Vereinigte Staaten | 11:1     |

| Begegnung                 | Resultat |
| ------------------------- | -------- |
| BR Deutschland – Dänemark | 7:5      |

| Begegnung         | Resultat |
| ----------------- | -------- |
| Kanada – Norwegen | 7:1      |

| Begegnung             | Resultat |
| --------------------- | -------- |
| Schottland – Finnland | 13:6     |

### Runde 4
| Begegnung                   | Resultat |
| --------------------------- | -------- |
| Kanada – Vereinigte Staaten | 8:6      |

| Begegnung             | Resultat |
| --------------------- | -------- |
| Frankreich – Dänemark | 6:5      |

| Begegnung          | Resultat |
| ------------------ | -------- |
| Schweiz – Finnland | 9:8      |

| Begegnung             | Resultat |
| --------------------- | -------- |
| Norwegen – Schottland | 9:3      |

| Begegnung                 | Resultat |
| ------------------------- | -------- |
| BR Deutschland – Schweden | 10:8     |

### Runde 5
| Begegnung          | Resultat |
| ------------------ | -------- |
| Norwegen – Schweiz | 9:1      |

| Begegnung                     | Resultat |
| ----------------------------- | -------- |
| Vereinigte Staaten – Finnland | 15:1     |

| Begegnung             | Resultat |
| --------------------- | -------- |
| Schweden – Frankreich | 7:5      |

| Begegnung               | Resultat |
| ----------------------- | -------- |
| BR Deutschland – Kanada | 8:4      |

| Begegnung             | Resultat |
| --------------------- | -------- |
| Dänemark – Schottland | 8:4      |

### Runde 6
| Begegnung           | Resultat |
| ------------------- | -------- |
| Schweden – Dänemark | 8:2      |

| Begegnung                   | Resultat |
| --------------------------- | -------- |
| BR Deutschland – Schottland | 12:3     |

| Begegnung         | Resultat |
| ----------------- | -------- |
| Kanada – Finnland | 11:2     |

| Begegnung             | Resultat |
| --------------------- | -------- |
| Norwegen – Frankreich | 7:2      |

| Begegnung                    | Resultat |
| ---------------------------- | -------- |
| Schweiz – Vereinigte Staaten | 7:6      |

### Runde 7
| Begegnung               | Resultat |
| ----------------------- | -------- |
| Frankreich – Schottland | 6:5      |

| Begegnung         | Resultat |
| ----------------- | -------- |
| Dänemark – Kanada | 6:5      |

| Begegnung                           | Resultat |
| ----------------------------------- | -------- |
| Vereinigte Staaten – BR Deutschland | 7:4      |

| Begegnung          | Resultat |
| ------------------ | -------- |
| Schweiz – Schweden | 8:3      |

| Begegnung           | Resultat |
| ------------------- | -------- |
| Norwegen – Finnland | 10:5     |

### Runde 8
| Begegnung                 | Resultat |
| ------------------------- | -------- |
| Norwegen – BR Deutschland | 10:4     |

| Begegnung           | Resultat |
| ------------------- | -------- |
| Schweden – Finnland | 7:0      |

| Begegnung            | Resultat |
| -------------------- | -------- |
| Schweiz – Schottland | 8:7      |

| Begegnung                     | Resultat |
| ----------------------------- | -------- |
| Vereinigte Staaten – Dänemark | 6:5      |

| Begegnung           | Resultat |
| ------------------- | -------- |
| Kanada – Frankreich | 9:4      |

### Runde 9
| Begegnung         | Resultat |
| ----------------- | -------- |
| Kanada – Schweden | 10:2     |

| Begegnung                | Resultat |
| ------------------------ | -------- |
| BR Deutschland – Schweiz | 9:6      |

| Begegnung           | Resultat |
| ------------------- | -------- |
| Dänemark – Norwegen | 13:6     |

| Begegnung             | Resultat |
| --------------------- | -------- |
| Frankreich – Finnland | 9:5      |

| Begegnung                       | Resultat |
| ------------------------------- | -------- |
| Schottland – Vereinigte Staaten | 10:3     |

## Play-off

### Turnierbaum
|  | Halbfinale | Halbfinale     | Halbfinale |   |                | Finale                      | Finale                      | Finale                      |
|  |            |                |            |   |                |                             |                             |                             |
|  |            |                |            |   |                |                             |                             |                             |
|  | 1          | BR Deutschland | 9          |   |                |                             |                             |                             |
|  | 4          | Norwegen       | 2          |   |                |                             |                             |                             |
|  |            |                |            | 1 | BR Deutschland | 9                           |                             |                             |
|  |            |                |            |   | 2              | Kanada                      | 3                           |                             |
|  | 2          | Kanada         | 10         |   |                |                             |                             |                             |
|  | 3          | Schweden       | 4          |   |                | Spiel um die Bronzemedaille | Spiel um die Bronzemedaille | Spiel um die Bronzemedaille |
|  |            |                |            |   |                | 3                           | Schweden                    | 14                          |
|  | 4          | Norwegen       | 2          |   |                |                             |                             |                             |
|  |            |                |            |   |                |                             |                             |                             |

### Halbfinale
| Begegnung                 | Resultat |
| ------------------------- | -------- |
| Norwegen – BR Deutschland | 2:9      |

| Begegnung         | Resultat |
| ----------------- | -------- |
| Kanada – Schweden | 10:4     |

### Spiel um die Bronzemedaille
| Begegnung           | Resultat |
| ------------------- | -------- |
| Schweden – Norwegen | 14:2     |

### Finale
| Begegnung               | Resultat |
| ----------------------- | -------- |
| BR Deutschland – Kanada | 9:3      |

## Endstand
| Platz | Land               |
| ----- | ------------------ |
| 1     | BR Deutschland     |
| 2     | Kanada             |
| 3     | Schweden           |
| 4     | Norwegen           |
| 5     | Dänemark           |
| 6     | Schweiz            |
| 7     | Vereinigte Staaten |
| 8     | Frankreich         |
| 9     | Schottland         |
| 10    | Finnland           |